# Firmicutes
De Firmicutes vormen een stam (of fylum) van bacteriën, met merendeels grampositieve soorten. Veel Firmicutes produceren endosporen die bestand zijn tegen extreme omstandigheden. 
Firmicutes worden traditioneel ingedeeld in Clostridia (anaeroob), Bacilli (facultatief anaeroob) en Mollicutes. Deze indeling is echter in toenemende mate in strijd met de taxomische opvatting dat indelingen monofyletisch zouden moeten zijn.
Bacilli
- Bacillales
  - Bacillus
  - Listeria
  - Staphylococcus
- Lactobacillales
  - Enterococcus
  - Lactobacillus
  - Lactococcus
  - Leuconostoc
  - Pectinatus
  - Pediococcus
  - Streptococcus

Clostridia
- Acetobacterium
- Clostridium
- Eubacterium
- Heliobacterium
- Heliospirillum
- Sporomusa

Mollicutes
- Mycoplasma
- Spiroplasma
- Ureaplasma
- Erysipelothrix